# Soyaux

Soyaux este o comună în departamentul Charente, Franța. În 2009 avea o populație de 9959 de locuitori.